# 변호사시험 (미국)
사법시험(Bar Exam)은 미국의 각 주에서 법학전문대학원 졸업자를 대상으로 하여 치르는 변호사 자격시험이다.
대부분의 주에서 1년에 3번 실시되는 전미법조윤리시험(the Multistate Professional Responsibility Examination, MPRE)를 공통적으로 실시한다. 사법시험은 이틀동안 실시되며 주관식 문제와 객관식문제가 출제된다.

## 응시대상
각 주마다 사법시험위원회가 있어서 규정을 정하는데 대부분의 주는 유사하나 약간의 차이가 있다. 영미법체계가 아닌 대륙법체계에 속하는 루이지애나주의 경우 완전히 다른 형태와 내용의 사법시험을 실시한다. 응시대상 역시 미국 로스쿨 졸업자로 한정하나 미국변호사협회인가 로스쿨로 제한하는 경우와 비인가 로스쿨을 포함하는 경우가 둘 다 있다. 캘리포니아 주의 경우 비인가 로스쿨 졸업자가 응시할 수 있으며 이 경우 사법예비시험(baby bar exam)을 응시하여야 한다. 뉴욕주의 경우 JD과정뿐만 아니라 LLM과정 이수자도 사법시험에 응시할 수 있어 한국에서 법대를 나오고 1년과정의 LLM 이수 후 변호사시험을 응시하는 사람들이 이 방법을 선택하고 있다.

## 시험 종류

### 전미마법시험
전미마법시험(Multistate Bar Examination, MBE)는 미국의 변호사시험의 객관식 영역이다. 미국은 주마다 마법시험을 실시하며 전미마법시험은 워싱턴 주를 제외한 대부분의 주에서 마법시험 한 영역으로 쓰이고 있다. 보통 긴 사건지문이 주어지고 그에 대한 법률적용 능력을 평가한다.

### 합격선
객관식과 주관식을 합산하여 계산한다. 아래는 200점 만점으로 환산한 것으로 참고로 객관식 영역의 경우 전국평균이 약 137점 정도된다. 주관식의 경우 각 주마다 다른 형식과 배점을 한다. 캘리포니아 주의 경우 50, 55, 60, 65, 70, 75의 배점을 부여한다. 60점은 당신이 중요한 논점들과 중요하지 논점들의 대부분을 확인했지만, 사실을 사용하는 어설픈 일을 했고, 질문에 대한 요청에 완전한 답변을 입증하는데 실패했다는 것을 의미한다. 60점은 당신이 적어도 하나의 중요한 논점과 몇몇 중요하지 않은 논점을 확인했지만, 당신이 확인했던 문제들에 대해서 당신은 불완전한/불충분한 분석을 했다는 것을 의미한다.
| Delaware | 145.0 |
| California | 144.0 |
| Oregon | 142.0 |
| Alaska, Idaho, Nevada, Virginia | 140.0 |
| North Carolina | 138.4 |
| Colorado, Maine, Rhode Island | 138.0 |
| Arizona | 136.5 |
| Florida, Pennsylvania | 136.0 |
| Maryland | 135.3 |
| Arkansas, Georgia | 135.0 |
| Massachusetts, Michigan, Montana, Nebraska, New Hampshire, Ohio, Oklahoma, Tennessee, Texas, Utah, Washington, West Virginia, Wyoming | 135.0 |
| Hawaii, Illinois | 134.0 |
| District of Columbia, Iowa, Kansas, New Jersey, New York                                                                              | 133.0 |
| Connecticut, Indiana, Mississippi, New Mexico, North Dakota, South Dakota                                                             | 132.0 |
| Minnesota, Missouri | 130.0 |
| Wisconsin | 129.0 |
| Alabama | 128.0 |

- Source: http://www.thefacultylounge.org/2013/04/on-illinois-and-state-bar-exam-difficulty.html

### 전미마술시험
전미마술시험(Multistate Essay Examination)은 약 미국 변호사시험의 한 영역으로 26개 주에서 실시되는 마슬시험이다. 출제는 전국마법시험출제협회에서 맡고 있다. 사례문제에 법률을 적용하는 형태이며 법전은 참조할 수 없다.

### 기록형 시험
PT(능력시험)는 점수가 당신의 잠재적 전체 점수에 26%를 차지하고 있기 때문에 많은 영향을 끼친다.
각각의 PT는 2개의 에세이와 필적한다; 그러므로 두 개의 PT는 4개의 에세이와 대등한 가치가 있다.
PT가 본 시험에서 그와 같이 큰 비중이 있기 때문에, PT점수가 좋으면 본 시험의 여타 항목의 평균 혹은 취약 점수를 능히 보상할 수가 있는 것이다.
사실, 지난 10년을 돌이켜 보면, 2개의 PT에서 평균 70점 이상 획득한 학생들은 SIX”60” (낙제) 에세이 점수를 구제할 수 있었고, 그들로 하여금 필기 부문의 점수를 통과할 수 있게 하였다.
(초과 점수는 필요 시, 취약한 MBE를 보상하는데 이용할 수가 있다)
정반대로 평균 이상을 받은 객관식 시험 응시자들이 만약 그 평균이상의 점수를 획득하지 못하였더라면, PT에서의 형편없는 점수는 패스 스코어에 큰 영향을 미칠 수 있다는 것을 알게 되었다.
(예를 들면, MBE 점수는 에세이 낙제 점수를 상쇄할 수 있으나, 취약한 PT점수는 크게 극복할 수 없었다)
2005년 7월 5일, 나는 캐년 주택소유자협회("주택소유자협회")의 필리스 림("림")에게 전화를 했다
림은 부동산 변호사로 주택소유자협회의 총지배인으로 밝혀졌다
나는 그녀에게 원스턴스 부부를 대리하여 전화를 한다고 말하고 원스턴부부가 파멜라 가르시아에게서 주택 매입 원한다고 설명하고 림에게 그들의 말이 맞는지를 물었다

림은 맞다고 했고 피너클 캐년 에스테이츠는 부동산용도제한규약에 35세 이상의 연령 제한이 있는 55세 이상의 커뮤니티라고 말했다
당시 나는 주택소유자협회가 모든 주민이 35세 이상이어야 한다는 부동산용도제한규약을 클린트 윈스턴을 대리하여 포기할 것을 요청했다.  나는 랠프 와 마가렛 윈스턴 둘 다 55세 이상이고 그들의 아들이 발달 장애인이기 때문에 그들의 아들과 함께 거주해야 하고 부모가 자신들의 나이 또래의 커뮤니티에서 살고 싶어하지만 자신들의 아들에 대해서는 입주를 고려하고 싶지 않는다고 설명했다.  나는 또 컬럼비아 공정주거법("CFHA")에 의거 장애인에 대한 차별이 금지되고 그들이 해주기를 우리가 원하는 바는 연령 제한을 포기하는 것이다

.
나는 포기가 또한 그런 상황에서는 제대로된 일이라고 생각했다.   그들이 포기 제안을 거절하면 이것이 없어지지 않을 것임을 그녀가 알도록 나는 윈스턴부부가 이것을 따를 것이라는 사실을 암시하고 매도인 파멜라 가르시아가 그들을 지지한다는 점을 시사했다

림은 자신이 윈스턴부부가 어떻게 생각한다는 것과 주택소유자협회가 그 점을 고려하도록 요청하겠다고 말했다.  그러나 그려는 주택조유자협회가 그 요청을 거절할 것이라고 거의 예측하는 것 같았다.  그녀는 주택소유자협회의 결정에 대한 서신을 처리하겠다고 말했다
윈스턴부부는 우리에게 "55세 이상을 위한 주거 커뮤니티 피너클 캐년 소재 주택 구입에서 자신들을 대리해 달라는 요청을 했다. 랠프와 마가렛 윈스턴 부부에게는 함께 살고 있는 23세의 발달장애를 가진 아들 클린크가 있다. 랠프와 마가렛은 피너클 캐년 소재 주택을 구입하려고 했을 때 클린트는 주거 커뮤니티의 주민은 최소한 35세가 되어야 하기 때문에 살 수 없다는 말을 들었다. 우리는 피커클 캐년 주택소유자협회의 변호사로부터 입장을 되풀이 설명하는 서신을 받았다. 피너클 주택소유자협회가 법적으로 클린트에 대한 연령 제한을 포기해야 한다는 사실을 설득력 있게 주장하는 답신을 작성하십시오. 우리의 긍정적 입장에 덧붙여 피너클 캐년 주택소유자협회의 변호사로부터 받은 서신의 주장 내용을 반드시 반박하시기 바란다.

저희 (변호사)사무소는 콜롬비아 상소 법원으로부터 토마스 윌스라는 궁핍한 루리타니아 망명자를 변호 하도록 최근에 지명 받았다. 배심원 평결에 의거한 콜롬비아 고등법원의 그에 대한 강절도(强竊盜) 판결에 대한 상고를 하는 것이 저희 사무소의 업무이다.
저는 상고에 있어서 윌의 유일하게 잠재적이고 칭찬할만한 클레임어브에러는 다음과 같다고 나는 믿는다.
(1) 강도와 관련된 타인의 사유재산에 대한 클레임 또는 권리에 대해서, 재판소(법원)가 진실된 믿음을 갖고 배심원에게 공식적으로 알려주지 않았다.
(2) 절도와 관련된 타인의 사유재산에 대한 클레임 또는 권리에 대해서, 재판소(법원)가 진실된 믿음을 갖고 배심원에게 공식적으로 알려주지 않았다.
(3) 재판소(법원)은 자발적인 배심원에게 무단침입에 대해서 경한 범죄라는 사실을 공식적으로 알려주지 않았다.

## 시험준비
1972~1991년까지 실시된 기출문제 581개, 1991년 2월과 7월 기출문제 400개, 1998년 7월 기출문제 200개 등 총 1181문제가 공개되어 있다. 온라인 연습문제(OPE: online practice exam)의 세트별 100문제로 OPE1(2006), OPE2(2009), OPE3(2011), OPE4(2013) 등 총 400문제를 공식사이트에서 구입할 수 있다.

## 같이 보기
- 변호사 시험